# Campionato balcanico maschile di pallacanestro 1963
Il 5º Campionato Balcanico Maschile di Pallacanestro, si è disputato ad Atene, in Grecia, tra il 11 e il 15 settembe 1963.

## Risultati
|    | Nazionale  | G | V | P | PF  | PS  | Diff. |
| -- | ---------- | - | - | - | --- | --- | ----- |
| 1. | Jugoslavia | 4 | 4 | 0 | 364 | 285 | +79   |
| 2. | Grecia     | 4 | 3 | 1 | 281 | 260 | +21   |
| 3. | Bulgaria   | 4 | 2 | 2 | 299 | 278 | +21   |
| 4. | Romania    | 4 | 1 | 3 | 278 | 292 | -14   |
| 5. | Turchia    | 4 | 0 | 4 | 222 | 329 | -107  |

## Classifica finale
| -  | Paese      | Formazione |
| -- | ---------- | ---------- |
|    | Jugoslavia |            |
|    | Grecia     |            |
|    | Bulgaria   |            |
| 4. | Romania    |            |
| 5. | Turchia    |            |